# Log nad Škofjo Loko
Log nad Škofjo Loko je naselje u slovenskoj Općini Škofji Loki. Log nad Škofjo Loko se nalazi u pokrajini Gorenjskoj i statističkoj regiji Gorenjskoj. 

## Stanovništvo
Prema popisu stanovništva iz 2002. godine naselje je imalo 179 stanovnika.